# Detroit Tank Arsenal
Le Detroit Tank Arsenal, aussi appelé Chrysler Arsenal ou de manière plus symbolique Arsenal of Democracy est une usine destinée à la production de chars d’assaut située à Warren, la première de ce type aux États-Unis. Construite entre 1940 et 1941, alors que la situation européenne incite le gouvernement américain à accélérer la modernisation de son armée et que le pays est fortement sollicité par le Royaume-Uni pour lui fournir du matériel, l’usine et ses outils de production sont la propriété du gouvernement, mais l’exploitation est confiée à l’entreprise Chrysler. Le site est une installation de l'United States Army.

## Histoire
La construction est confiée à l’architecte Albert Kahn et la préparation du terrain débute le 11 septembre 1940, les premières structures métalliques commençant à sortir de terre en novembre. À la fin du mois de janvier 1941, l’ensemble de l’ossature est en place et les machines sont installées avant le début de la construction des murs. La construction est terminée à la fin du printemps et l’usine est inaugurée le 24 avril 1941.

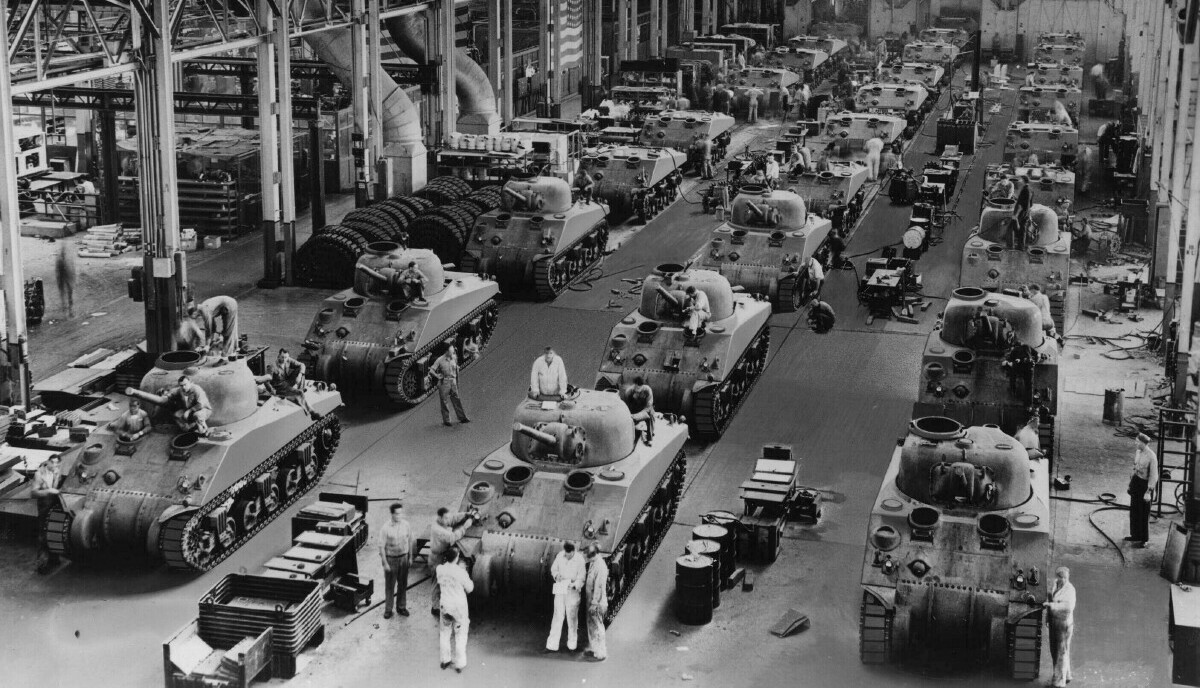
Fabrication de chars M4 Sherman dans l'usine.

Les premiers M3 commencent à être assemblés dès la fin de la construction et environ 2 000 exemplaires y sont produits en un an. En mars 1942, une deuxième chaîne d’assemblage est construite pour pouvoir produire le Sherman. En décembre 1942, l’usine emploie près de 5 400 ouvriers et établit un record de production en livrant au cours du mois 907 chars Sherman. Au début de l’année 1945, la production passe du Sherman au M26 Pershing, mais, la guerre étant terminée, Chrysler restitue l’usine au gouvernement à l’automne et l’activité de production cesse sur le site, qui se limite à de la maintenance et de la conversion d’anciens véhicules. Un total de 22 234 nouveaux chars et 2 825 véhicules blindés remis à neuf ont été fournis par ce site durant la Seconde Guerre mondiale. 
L’usine est réactivée au début de la guerre de Corée pour produire le M47 et une nouvelle fois confiée à Chrysler. À la fin de la guerre, la production est interrompue, mais l’usine reste cette fois sous le contrôle de Chrysler, qui l’utilise pour fabriquer des pièces destinées à ses autres chaînes d’assemblage. La production reprend à pleine capacité durant la guerre du Viêt Nam, pendant laquelle l’usine commence à produire le M60, puis s’ajoute à partir de 1982 le M1.

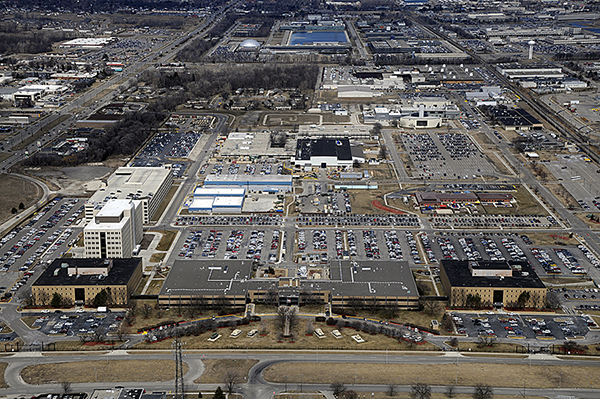
Vue aérienne du Detroit Arsenal en 2013.

Chrysler ayant vendu en 1986 sa division défense à General Dynamics, la production se poursuit sous l’égide de cette entreprise jusqu’en 1991. La production de chars neufs cesse à cette date, mais l’usine reste encore active pour moderniser les plus anciens M1 avant sa fermeture définitive à la fin des années 1990.
Le site est depuis 1942 le quartier-général de ce qui est actuellement le United States Army Tank-automotive and Armaments Command (en). Ce commandement y a plusieurs laboratoires. Une garnison y est établie en 1971.
Cette usine, qui remettait à neuf environ 2 1/2 char par jour au début de 2009, traite en 2015 une petite fraction de ce volume. En 2017, l'Arsenal de Detroit emploie 7 500 civils et 230 militaires.

## Chars produits
- M3 Lee, 1941–1942
- M4 Sherman, 1941–1945
- M26 Pershing, 1945
- M46 Patton, 1949
- M47 Patton, 1951–1953
- M67 "Zippo", 1955–1956
- M60, 1960–1987[réf. nécessaire]
- M1 Abrams, 1980–1996[réf. nécessaire]